# Stade de France
L'Stade de France (en català: Estadi de França) és el més gran estadi francès, amb capacitat per a 78.782 persones en la seva configuració per a futbol o rugbi. Es va inaugurar el 28 de gener de 1998 amb un partit de futbol França – Espanya. Construït per a la Copa del Món de Futbol 1998, es va dissenyar també per a acollir diversos esdeveniments esportius de futbol, rugbi, atletisme, proves automobilístiques, concerts i grans espectacles en general. És la seu habitual dels partits de la selecció francesa, tant de futbol com de rugbi. Aquest estadi és a Saint-Denis, al nord de la ciutat de París.
La seva capacitat oscil·la entre 70.000 seients (atletisme), 78.782 (futbol i rugbi) i 80.000 (concerts i espectacles) gràcies a les seves tribunes inferiors retràctils.
Aquesta construcció va tenir per objectiu fer conèixer i desenvolupar la zona de La Plaine-Saint Denis, una zona industrial en declivi amb nous barris residencials, noves activitats terciàries. L'Stade de France permet donar un rostre atractiu a la direcció de les empreses.
Aquesta zona es beneficia de les bones comunicacions de l'estadi: 2 estacions de tren de rodalia (RER, línies B i D), una estació de metro i connexions de línies d'autobús amb el nord, l'oest i el centre de París.
L'equip d'arquitecte que el va dissenyar està compost per Michel Macary, Aymeric Zublena, Michel Régembal i Claude Costantini (associació de les agències SCAU i C. R. Architecture). El Cap de Projecte va ser l'arquitecte nord-americà Tom Sheehan, la labor del qual en aquest projecte va tenir com recompensa l'obtenció de la Medalla de Plata de l'Acadèmia Francesa d'Arquitectura. La gestió i manteniment de l'estadi va a càrrec de l'empresa Bouygues, GTM, una filial de Vinci i STF.

## Història
Concebut amb l'ajuda d'un programa informàtic de simulació de munió, l'Stade de France permet una evacuació molt ordenada i que evita les aglomeracions, en comparança a la d'estadis més petits que ell.
Des de 1998, s'hi juguen les finals de la Copa de França, de la Copa de la Lliga de futbol, els partits del Torneig de les Sis Nacions i la final del campionat de França de rugbi. Ha acollit també el campionat del Món d'Atletisme el 2003 i la final de la Lliga de Campions de la UEFA el 2000 i 2006. Va dur provisionalment el nom Stade de France - Paris 2012 (ja que hauria estat l'estadi olímpic de París 2012) fins a la designació de Londres per als Jocs Olímpics de 2012.

## Arquitectura

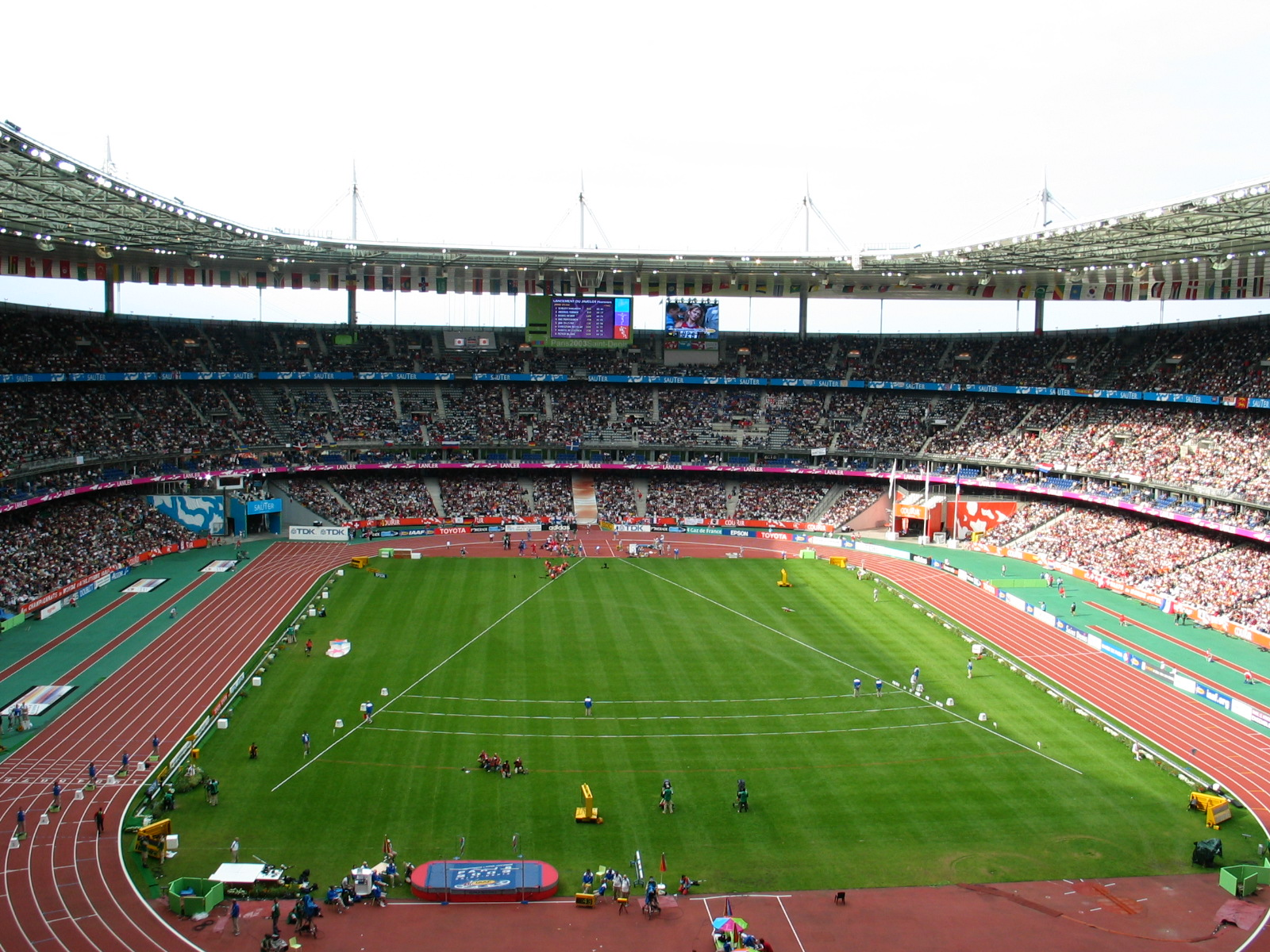
El Stade de France amb la pista d'atletisme en el Campionat Mundial d'Atletisme de 2003.

Compta amb una plataforma mòbil (graderia extensible o retràctil), que pot ser retirada per descobrir la pista d'atletisme. L'estadi va ser dissenyat especialment amb l'ajuda d'un programari que simulava la visió de l'espectador des de cadascun dels punts de la graderia, amb la finalitat de garantir una visió perfecta des de qualsevol punt.
La instal·lació també tenia per objecte reconvertir i desenvolupar l'àrea de la Plaine Saint-Denis, que s'estén pels municipis de Saint-Denis, Aubervilliers i Saint-Ouen. L'actuació principal per a la reconversió de la zona, va ser la construcció de noves zones residencials i terciàries.
En 2002, l'Associació Internacional de Ponts i Enginyeria Estructural (BIAC), va atorgar un premi de reconeixement, a l'estructura única de l'estadi, destacant que l'estadi mostrava "una construcció d'una atractiva arquitectura oberta de la ciutat, amb una elegància natural i lleugeresa".

### Sostre
El cost de construcció del sostre va ser de més de 45 milions d'euros. La seva forma el·líptica simbolitza la universalitat de l'esport a França. La seva àrea de sis hectàrees i 13.000 tones de pes és considerada una meravella tècnica. Va ser dissenyat per protegir fàcilment als 80.000 espectadors sense cobrir el terreny de joc. Tota la il·luminació i el so, que inclouen 550 llums i 36 blocs de cinc altaveus, estan allotjats a l'interior per evitar l'obstrucció de la visibilitat. El vidre tintat al centre redueix el contrast i distribueix la llum natural. Es filtra la radiació vermella i infraroja, no obstant això, permet les llums blava i verda.

### Vestidors
Totes les instal·lacions reservades per a ells es troben en la gespa, a l'oest, i són accessibles directament per als jugadors des dels autobusos. Aquests inclouen vestidor local i control, dos vestidors de 1200 m² cadascun (futbol i rugbi), un vestidor esportiu de 400 m², dos vestidors d'àrbitres, dues sales d'apel·lació, dues sales climatitzades, oficines per als delegats, la junta local, una infermeria i sala de control antidopatge. Els espais estan especialment dissenyats per als artistes: camerinos, una sala d'assaig per a músics, cors, comparses, una sala d'emmagatzematge de vestuari, una zona de relaxació, un espai per a jocs i instruments.

### Tribunes
És l'estadi modular més gran del món amb tres galeries. El fòrum és una plataforma mòbil baixa de 25.000 seients i s'arriba a ell pel nivell 1. Pot reduir-se 15 peus per revelar tota la pista d'atletisme i els fossats de salt. A continuació, conserva 22.000 seients. El moviment té una durada de 80 hores, 40 persones i és portat per deu elements diferents de 700 tones cadascun.
L'accés a la galeria és a través de 22 ponts i es pot trobar en el nivell 3 amb una concentració de restaurants, zones d'oci, tendes i seguretat de l'estació central. Un total de 18 escales condueixen als espectadors a la galeria superior situat en el nivell 6. L'evacuació dels 80.000 espectadors en el porxo es duu a terme en menys de 15 minuts.

### El camp de joc
Situat a 11 m per sota de la plaça, la gespa té una superfície de 9.000 m² (120 m de llarg i 75 m d'ample) i una zona de gespa d'11.000 m². Prop de mil milions de llavors van ser sembrades per produir la primera gespa en 1997. Avui dia, l'herba ve en rotllos d'1,20 m × 8 m. Canviar la gespa dura tres dies de preparació i cinc dies d'instal·lació. El canvi es duu a terme diverses vegades a l'any, depenent de la fase de programació.
A diferència de molts altres estadis, va ser construït sense calefacció sota el terreny de joc, ja que l'estadi va ser construït en el lloc on altres se situaven una coqueria i els dipòsits de gas que alimentaven París, per la qual cosa hi havia preocupacions que podria causar una explosió. En 2012, el partit que havien de disputar Irlanda i França en el Torneig Sis Nacions de rugbi, va haver de ser cancel·lat abans de l'inici, a causa de la congelació de la gespa.

### Pantalles gegants
Com a part de la seva política de renovació de la seva infraestructura, es va afegir dues noves pantalles grans al setembre de 2006 amb una superfície de 196 metres quadrats cadascuna. Les noves pantalles són un 58% més grans que les pantalles gegantes instal·lades en la inauguració en 1998. Les noves pantalles gegantes estan compostes per 4 423 680 LED's (Light Emitting Diode) que proporcionen imatges més fluïdes, més ràpides i més brillants.

## Esdeveniments esportius

### Futbol
A nivell de clubs, ha acollit tres finals de Lliga de Campions de la UEFA amb quatre equips espanyols participants: la final de 2000 en la qual el Reial Madrid es va imposar al València per 3-0 i la final de 2006 FC Barcelona-Arsenal FC, en la qual el conjunt espanyol va vèncer als anglesos per 2-1. En 2022 el Reial Madrid va guanyar al Liverpool.
El 9 de maig de 2009, va establir el rècord nacional d'assistència a un partit esportiu jugat a França, amb 80.832 espectadors que van veure la final de la Copa de França que va enfrontar als grans rivals bretons del Guingamp i el Rennes, partit que van guanyar els primers per 2-1.

### Rugbi
La selecció de rugbi de França ha jugat tots els seus partits del Torneig de les Sis Nacions en aquest escenari, així com sis partits oficials davant Austràlia, cinc davant Nova Zelanda, tres davant Sud-àfrica i dos davant Argentina.
En la Copa Mundial de Rugbi de 1999 es va jugar un partit de quarts de final aquí. La Copa Mundial de Rugbi de 2007 va tenir allí un partit de quarts de final, les dos semifinals i la final.
El 22 de maig de 2010, va ser seu de la final de la Heineken Cup 2009-10, que va comptar amb dos equips francesos: Tolouse i Biarritz.
La final del Top 14 del rugbi francès es juga allí des de 1998, típicament amb més de 75.000 espectadors. Per la seva banda, els equips parisencs Racing Métro 92 i Stade Français, han jugat allí alguns dels seus partits de temporada regular.

## Concerts
L'Stade de France acull de tant en tant concerts de música, convertint-se així en la sala de major capacitat de França, cosa que fa que per a algunes formacions actuar-hi sigui un esdeveniment mític. Hi ha tocat:
- The Rolling Stones - 25 de juliol, 1998
- Johnny Hallyday - 5,6 i 11 de setembre, 1998
- Celine Dion - 19 i 20 de juny, 1999
- Tina Turner - 5 de juliol, 2000
- AC/DC - 22 de juny, 2001
- Bruce Springsteen - 24 de maig, 2003
- Paul McCartney - 24 de juny, 2004
- U2 - 9 i 10 de juliol, 2005
- The Rolling Stones - 20 de juliol, 2006
- The Rolling Stones - 16 de juny, 2007
- George Michael - 22 de juny, 2007
- The Police - 29 i 30 de setembre, 2007
- André Rieu - 29 d'agost, 2008
- Madonna - 20 i 21 de setembre, 2008
- Johnny Hallyday - 29, 30 i 31 de maig, 2009
- AC/DC - 12 de juny, 2009
- Depeche Mode - 27 de juny, 2009
- U2 - 11 i 12 de juliol, 2009
- Mylène Farmer - 11 i 12 de setembre, 2009
- Indochine - 26 de juny, 2010
- U2 - 18 de setembre, 2010
- Yannick Noah - 25 de setembre, 2010